# Feliks Łabuński
Feliks Roderyk Łabuński (* 27. Dezember 1892 in Ksawerynów; † 28. April 1979 in Cincinnati) war ein polnisch-amerikanischer Komponist, Pianist und Musikpädagoge.
Der Bruder des Komponisten und Dirigenten Wiktor Łabuński hatte ab dem achten Lebensjahr Klavierunterricht, den er von 1902 bis 1909 bei Roch Hill in Moskau fortsetzte. Am Polytechnischen Institut in Moskau studierte er von 1911 bis 1915 Architektur. Danach setzte er seine musikalische Ausbildung in den Fächern Musiktheorie bei Lucjan Marczewski (1921–22) und Harmonielehre bei Witold Maliszewski (1923–24) fort. Von 1924 bis 1926 studierte er in Paris Musikwissenschaft bei Georges Migot, besuchte dann die Kompositionsklasse von Nadia Boulanger und studierte von 1928 bis 1930 an der École Normale de Musique Instrumentation bei Paul Dukas.
1927 gehörte er in Paris zu den Gründern eines Vereins junger polnischer Komponisten, dessen Sekretär, stellvertretender Vorsitzender und schließlich Vorsitzender er wurde. 1934 kehrte er nach Polen zurück und arbeitete dort in der Redaktion für klassische Musik des Polnischen Rundfunks. 1935 wurde er Vorstandsmitglied der Polnischen Musikverlagsgesellschaft und Vorsitzender des Ausschusses für zeitgenössische Musik.
Łabuński wanderte 1936 in die Vereinigten Staaten aus und erhielt 1941 die amerikanische Staatsbürgerschaft. Bis 1945 lebte er in New York, wo er beim Polish Art Service arbeitete, Vorträge über Kontrapunkt, Musikanalyse und Komposition an verschiedenen Colleges und Universitäten hielt, Artikel über das Musikleben in Polen für Modern Music und Musical America schrieb und Radioprogramme für CBS- und NBC-Sender über polnische Musik verfasste. Von 1941 bis 1944 war er Direktor der amerikanischen Niederlassung der International Society for Contemporary Music. Daneben gab er in New York, Chicago, Philadelphia und Montreal Konzerte hauptsächlich mit eigenen Werken.
1945 ging er nach Cincinnati und arbeitete hier als Professor für Komposition, Orchestrierung und Formenlehre am Cincinnati College of Music. Das Chicago Music College verlieh ihm 1951 die Ehrendoktorwürde, 1977 erhielt er einen Preis der American Society of Composers, Authors and Publishers.

## Werke
- Dwie pieśni für Stimme und Klavier (1929–31)
- Triptyque champêtre, Orchestersuite (1931)
- Olympic Hymn für Männerchor und Orchester (1932)
- Kantata polska für Solistenquartett, gemischten Chor und Orchester (1932)
- Ptaki für Sopran und Orchester (1934)
- Kwartet smyczkowy nr 1 (1935)
- Divertimento für Flöte und Klavier (1936)
- God’s Man, Ballett (1937)
- Suita für Streicher (1941)
- In memoriam, sinfonische Dichtung für Orchester (1941)
- Song without Words für Sopran und Streichorchester (1946)
- There is no Death, Kantate für Sopran, gemischten Chor und Orchester (1950)
- Wariacje für Orchester (1951)
- Elegia für Orchester (1954)
- Symfonia H-dur für Orchester (1956)
- Xavieriana, Fantasie für zwei Klaviere und Orchester (1956)
- Divertimento für Flöte, Oboe, Klarinette und Fagott (1956)
- Images of Youth, Kantate für Mezzosopran, Bariton, Kinderchor und Orchester (1956)
- Mass for Treble Voices to Honor the Holy Innocents für Unisonostimmen und Orgel (1957)
- Nocturne für Orchester (1957)
- Images of Youth, Oebertüre für Orchester (1958)
- Symphonic Dialogues für Orchester (1960)
- Kwartet smyczkowy nr 2 (1962)
- Canto di aspirazione für Orchester (1963)
- Salut à Nadia für Blasorchester (1967)
- Polish Renaissance Suite für Orchester (1967)
- Music for Piano and Orchestra (1968)
- Intrada festiva für Blasorchester (1968)
- Salut à Paris, Ballettsuite für Orchester (1968)
- Primavera für Orchester (1973)

## Discography
- Complete Piano Works  AP0566 Acte Préalable 2023: Sławomir Dobrzański piano, David Pickering organ